# Hořící mlýn
Epizoda Hořící mlýn je třetí díl druhé sezóny seriálu Rod Draka. Epizodu režírovala Geeta Vasant Patel, scénář napsali George R.R. Martin, Ryan J. Condal a David Hancock. Díl měl premiéru 30.6.2024.

## Obsah epizody

### Bitva v Říčních krajinách
V Říčních krajinách se malý územní spor vyhrotí do krvavé bitvy, ve které se Brackenové a Blackwoodové vzájemně vyvraždí. Rhaenys řekne Rhaenyře, že Alicent možná změní názor.

### Plány na dobytí Harrenhalu
Criston navrhne odvážný plán na dobytí Harrenhalu, ale Daemon tam dorazí dříve a zajistí si věrnost obránců. Daemon má vizi mladé Rhaenyry, jak přišívá Jaehaerysovu hlavu zpět na jeho tělo. Probudí se a neznámá žena mu předpoví smrt.

### Ochrana rodu Targaryenů
Rhaenyra posílá své mladší děti (Joffreyho, Aegona a Viseryse) spolu s dračími vejci k Arrynům, aby byli chráněni a mohli pokračovat v rodu Targaryenů, pokud by Černí padli. Mysaria se stává Rhaenyřiným rádcem, zatímco Aegon jmenuje Laryse svým mistrem šeptem.

### Tajemný muž v nevěstinci
V nevěstinci se objeví muž, který tvrdí, že je nevlastním bratrem krále Viseryse. Když Aegon a jeho družina přivedou nového panoše do nevěstince, aby přišel o panictví, setká se tam s nahým Aemondem a vysmívá se mu; Aemond rozzlobeně odchází.

### Baelino pozorování
Baela, hlídkující na dračím hřbetě, spatří Cristona vedoucího průzkumnou skupinu s Alicentiným bratrem Gwaynem. Po Baelině zprávě o spatření Cristona navrhnou Rhaenyřini radní válku s draky.

### Setkání Rhaenyry s Alicent
Místo toho se Rhaenyra vplíží do Králova přístaviště, přestrojená za septu, a mluví s Alicent, která tvrdí, že konflikt nic nevyřeší. Rhaenyra si uvědomí, že Alicent špatně pochopila poslední slova krále Viseryse o proroctví „Písně ledu a ohně“; Alicent si spletla jejího syna Aegona s prorokovaným Aegonem Dobyvatelem.

## Recenze
BOROVÝ, Jiří. Rod Draka - Hořící mlýn. kritiky.cz [online]. 2024-06-21. Dostupné online.